# Station Outwood
Outwood is een spoorwegstation van National Rail in Wakefield in Engeland. Het station is eigendom van Network Rail en wordt beheerd door Northern Rail. 